# سیدر ریور (شهرستان انتریم، میشیگان)
سیدر ریور (انتریم کانتی، میشیگان) (به انگلیسی: Cedar River (Antrim County, Michigan)) رودخانه‌ای است که در ایالات متحده آمریکا جریان دارد.